# The Cave (singolo)
The Cave è un brano dei Mumford & Sons presente nell'album Sigh No More. La canzone è stata pubblicata nel Regno Unito come terzo singolo dell'album il 26 febbraio 2010

## Successo commerciale
Il 12 febbraio 2010, un mese prima della sua uscita, il brano si classificò 31º nell'ARIA Charts, diventando così il secondo singolo dei Mumford & Sons ad entrare nella classifica. Il 19 febbraio dello stesso anno si classificò 43º nella Irish Singles Chart, diventando così il secondo singolo del gruppo ad entrare nella classifica.
Nel 2010 si classificò al secondo posto nella US Rock Songs Billboard e al terzo nella US Alternative Songs Billboard.
Nel 2011 il singolo è stato nominato a 4 Grammy Awards, tra cui le nomination a Singolo dell'anno e Canzone dell'anno.